# Saint-Julien-le-Roux
Saint-Julien-le-Roux település Franciaországban, Ardèche megyében. Lakosainak száma 125 fő (2022. január 1.). Saint-Julien-le-Roux Boffres, Dunière-sur-Eyrieux, Gilhac-et-Bruzac, Saint-Fortunat-sur-Eyrieux, Silhac és Vernoux-en-Vivarais községekkel határos.

## Népesség
A település népessége az elmúlt években az alábbi módon változott:
| Lakosok száma | 149  | 111  | 109  | 87   | 95   | 103  | 109  | 114  | 118  | 125  |
|               | 1968 | 1982 | 1990 | 2006 | 2013 | 2015 | 2017 | 2019 | 2020 | 2022 |